# Керол Менкен-Шодт
Керол Менкен-Шодт (англ. Carol Menken-Schaudt, 23 листопада 1957) — американська баскетболістка.
Учасниця Олімпійських Ігор 1984 року.
Чемпіонка літньої універсіади 1983 року.
Срібна призерка літньої універсіади 1981 року.
Переможниця Кубка Р. Вільяма Джонса 1981 року.